# The Black Ghost Bandit
The Black Ghost Bandit è un cortometraggio muto del 1915 diretto da Thomas Ricketts.

## Produzione
Il film fu prodotto dalla American Film Manufacturing Company.

## Distribuzione
Distribuito dalla Mutual Film, il film - un cortometraggio di una bobina - uscì nelle sale cinematografiche USA il 13 gennaio 1915.